# Deparia mcdonellii
Deparia mcdonellii är en majbräkenväxtart som först beskrevs av Richard Henry Beddome, och fick sitt nu gällande namn av Masahiro Kato. Deparia mcdonellii ingår i släktet Deparia och familjen Athyriaceae. Inga underarter finns listade.